# Vlasenice
Vlasenice (německy Lasenitz) je severní část obce Lhota-Vlasenice v okrese Pelhřimov. V roce 2009 zde bylo evidováno 43 adres. V roce 2001 zde trvale žilo 59 obyvatel.
Vlasenice leží v katastrálním území Vlasenice u Kamenice nad Lipou o rozloze 4,04 km2.

## Další fotografie

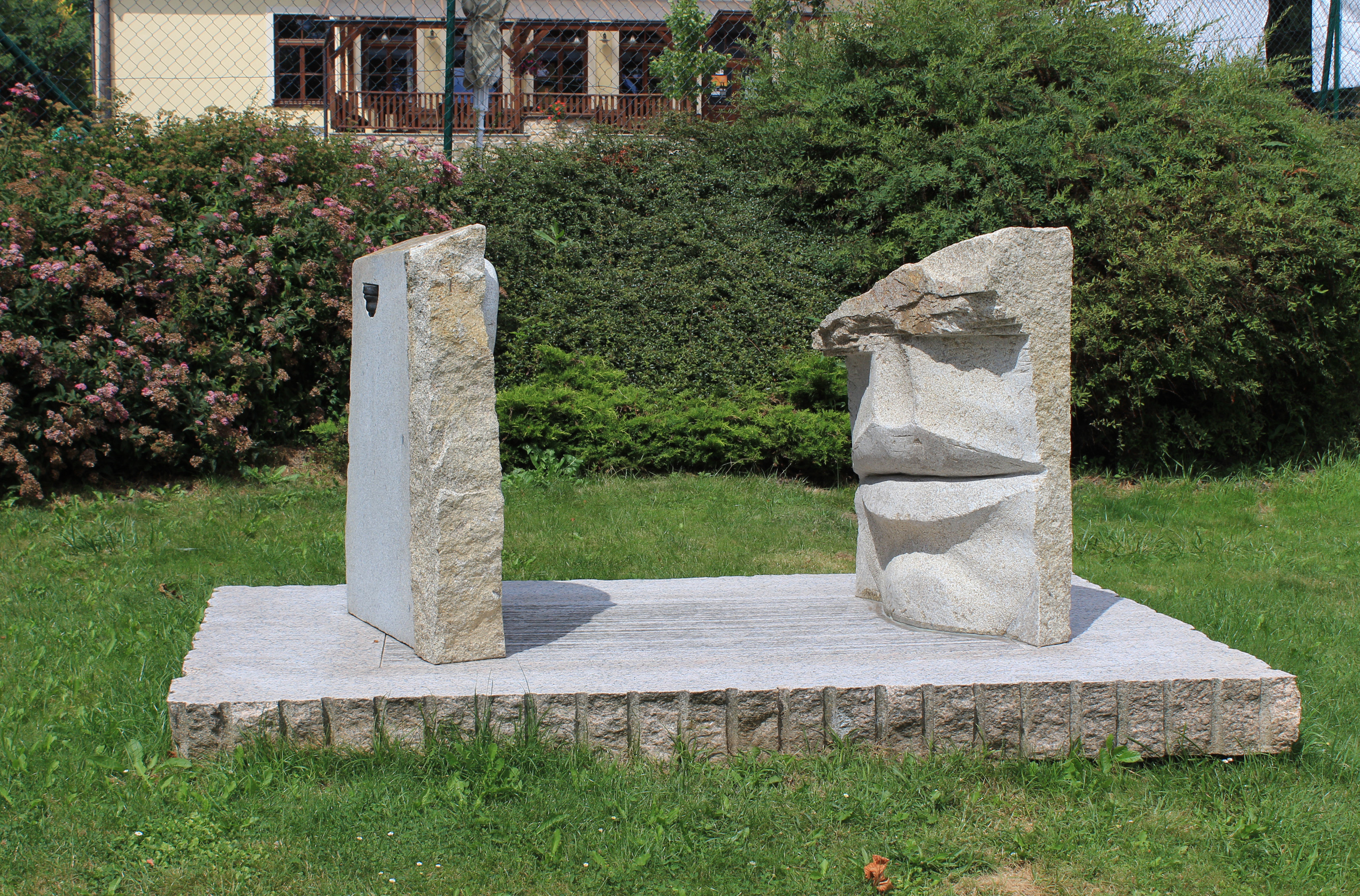
Sochy na návsi
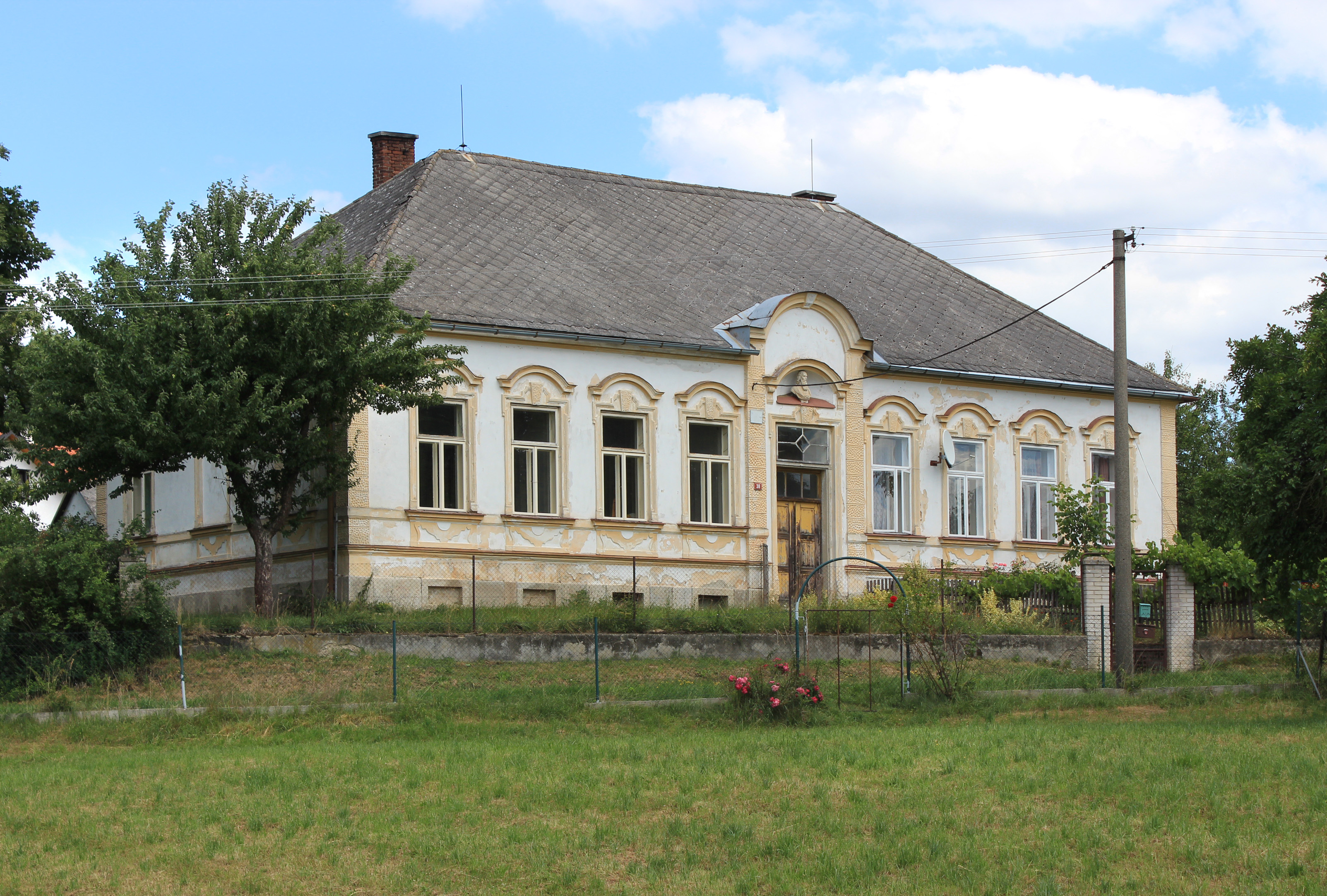
Bývalá škola
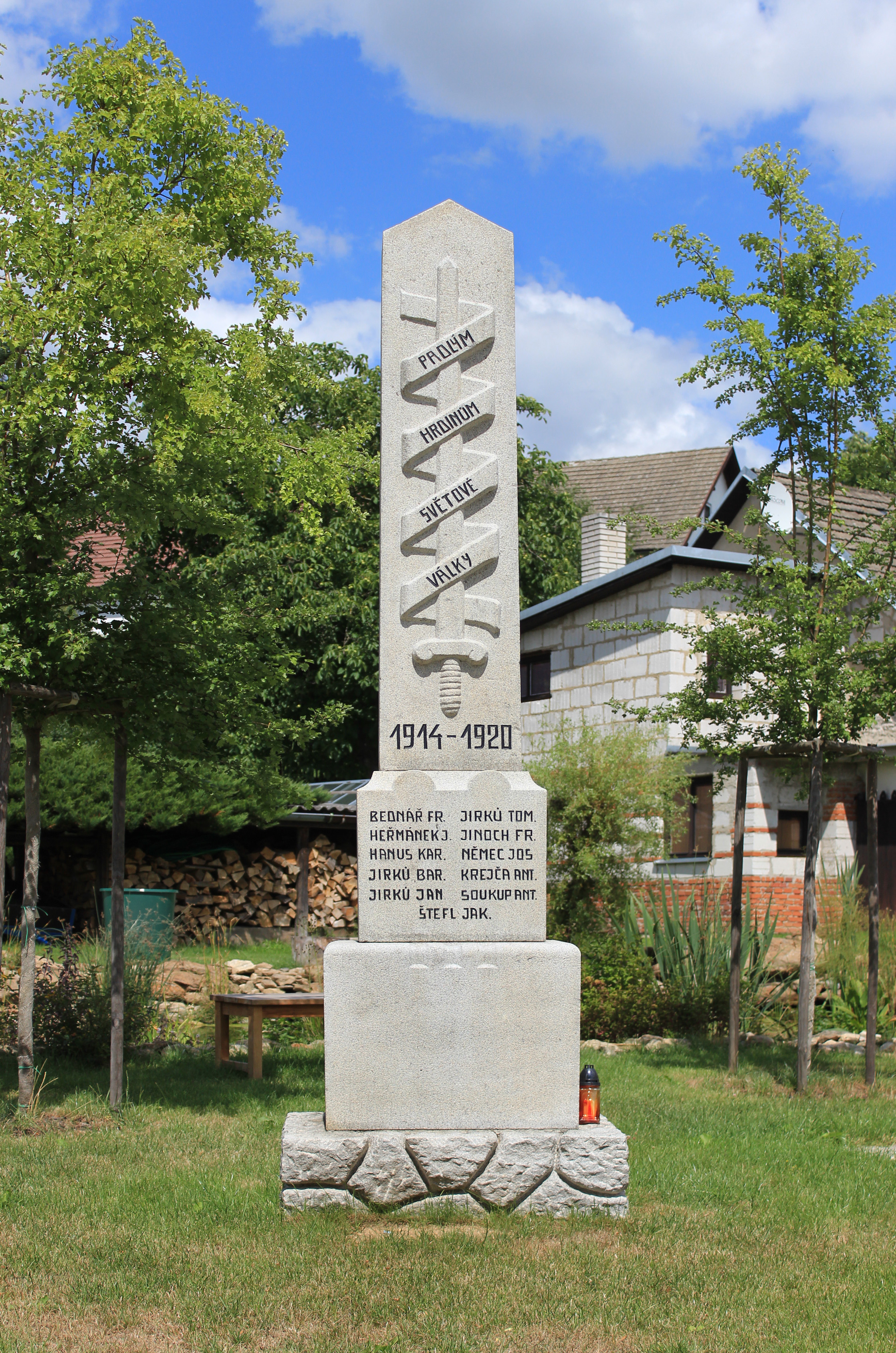
Památník